# 梁振伦
梁振伦（1990年12月9—），中国内地男演员，出生于陕西西安。

## 影视作品

### 电视剧/网络剧
| 首播年度 | 戏剧名称                       | 角色         |
| 2015年   | 调皮王妃(网络剧)               | 四王爷谢延萧 |
| 2016年   | 锦绣未央                       | 李敏德／元烈 |
| 2016年   | 卿本佳人                       | 鲍望洵       |
| 2017年   | 我的小姨                       | 秋山         |
| 2017年   | 凡人的品格                     | 展昭         |
| 2018年   | 回到明朝当王爷之杨凌传(网络剧) | 韩满仓       |
| 2019年   | 封神演义                       | 哪吒         |
| 2020年   | 平凡的荣耀                     | 克里斯／俊總 |
| 2021年   | 人海之中遇见你(网络剧)         | 言远         |

### 电影
| 首映年度 | 电影名称         | 角色   | 備註     |
| 2013年   | 飞扬吧，红毛     | 阿ken  |          |
| 2018年   | 了不起的高二八班 | 张君佳 |          |
| 2019年   | 冬有乔木夏有雪   | 乔嘉木 | 網絡電影 |

### 音乐剧
| 首播日期 | 戏剧名称 | 角色 | 备注                         |
| 2007年   | 空城     | 未知 | 获得北京舞蹈学院杯优秀表演奖 |